# Archisialis praecox
Archisialis praecox là một loài côn trùng có cánh hóa thạch kỷ Permi trong họ Archisialidae thuộc bộ Miomoptera. Loài này được Martynov miêu tả năm 1933.
Mẫu hóa thạch duy nhất do Gunderseen thu thập năm 1930 trong hệ tầng Iva-Gora, Soyana, Liên bang Nga